# Beatrice von Savoyen
Beatrice von Savoyen (in der älteren Literatur regelmäßig Beatrix von Savoyen, * um 1310; † 1331) war die dritte Ehefrau des Heinrich von Kärnten und eine Tochter des Grafen Amadeus V. von Savoyen.
Ihre Hochzeit mit dem um Jahrzehnte älteren Herzog kann geradezu als ein Paradebeispiel für die Heiratspolitik der mächtigen Herrscherdynastien Europas gelten. Nach dem Tod von Adelheid von Braunschweig-Grubenhagen, der zweiten Gattin Heinrichs, hatten die Wittelsbacher und Luxemburger nichts unversucht gelassen, um für den Witwer und seine Tochter Margarete Heiratsverträge auszuhandeln, was natürlich nicht ohne Hintergedanken geschah. Nachdem zuletzt der Luxemburger Johann von Böhmen vergeblich versucht hatte, dem Fürsten eine Braut aus seinem nächsten Umfeld zuzuführen – sowohl seine Schwester Maria von Luxemburg als auch seine Cousine Beatrix von Löwen-Gaesbeck waren nicht zu bewegen gewesen, sich mit dem alternden Fürsten zu liieren – waren es schließlich die Habsburger, die das bessere Ende für sich hatten, indem sie dem noch immer auf einen männlichen Nachfolger hoffenden Fürsten mit Beatrix von Savoyen eine Braut präsentierten, die bereit war, trotz des großen Altersunterschiedes in den Stand der Ehe einzutreten. Die Hochzeit des Paares fand 1328 in Wilten statt. Der erhoffte männliche Erbe, der die Nachfolge Heinrichs in Kärnten und Tirol hätte antreten können, blieb aber aus.
Beatrice war sehr geschäftstüchtig und verwaltete ihr reiches Heiratsgut vorbildlich. Es bereitete ihr deshalb auch keine Schwierigkeiten, größere Summen Geldes gegen Pfand zu verleihen. Es gelang ihr sogar, für drei Jahre Inhaberin des sehr einträglichen Haller Salinenamtes zu werden. Trotz dieser guten finanziellen Lage findet sich in der Literatur kein einziger Hinweis, der auf eine religiöse Stiftungstätigkeit der Fürstin hindeuten würde. Sie starb unter ungeklärten Umständen bereits drei Jahre nach ihrer Vermählung und wurde als einzige Gemahlin Heinrichs im Stift Stams beigesetzt.